# Вакареа (Арђеш)
Вакареа (рум. Văcarea) насеље је у Румунији у округу Арђеш у општини Михаешти. Oпштина се налази на надморској висини од 501 m.

## Становништво
Према подацима из 2002. године у насељу је живело 647 становника, од којих су сви румунске националности.